# Envaliratunnel
De  Envaliratunnel is een landtunnel in het oosten van Andorra.
De tunnel is aangelegd als alternatief voor de bergpas Port d'Envalira en is een van de hoogst gelegen tunnels van Europa. De 2,1 kilometer lange tunnel kan vanaf het oosten alleen bereikt worden via een in Frankrijk gelegen brug die aansluit op de N22. In het westen sluit de tunnel aan op de CG-2 die vanaf daar doorloopt tot de hoofdstad Andorra la Vella.
De eerste plannen voor een tunnel onder de Port d'Envalira stammen uit de jaren 50 van de twintigste eeuw. De aanleg begon op 2 augustus 1999 aan de oostzijde en eindigde in 2002. De tunnel voldoet aan de hoogste Europese veiligheidseisen.
In de tunnel wordt een tol geheven van € 7,50 (juni 2023) voor auto's.
Sinds juni 2023 kan er ook gebruik gemaakt worden van de Bip&Go tolkastjes. Tolkastjes van andere aanbieders werken op dit moment nog niet.